# Согн-ог-Ф'юране
Согн-ог-Ф'юране (норв. Sogn og Fjordane) — один із колишніх норвезьких фюльке (районів). Розташований у центральній Норвегії в районі Вестланн (Західна Норвегія) на узбережжі Атлантики. Адміністративний центр — місто Лейкангер.
Межував із фюльке Мере-ог-Ромсдал, Гордаланн, Оппланн і Бускеру.
На території фюльке розташовано:
- найдовший автомобільний тунель, що зв'язує муніципалітети Лердал і Еурланн,
- найбільший на території континентальної частини Європи льодовик — Йостедал,
- найглибше озеро Горніндалсватнет у Норвегії та у всій Європі, глибиною 514 м,
- Норвезький музей льодовиків.

## Адміністративно-територіальний поділ
Согн-ог-Ф'юране поділяється на 26 комун:
| Комуни Согн-ог-Ф'юране | Комуни Согн-ог-Ф'юране | Комуни Согн-ог-Ф'юране |
| Key | Key |                        |
| --- | --- | ---------------------- |
| 1. Ордал 2. Аскволл 3. Еурланн 4. Балестранн 5. Бреманґер 6. Ейд 7. Ф'ялер 8. Флура 9. Ферде 10. Ґеулар 11. Ґлоппен 12. Ґулен 13. Горніндал | 1. Геянгер 2. Гюллестад 3. Єльстер 4. Лердал 5. Лейканґер 6. Лустер 7. Неустдал 8. Сельє 9. Согндал 10. Сулун 11. Стрюн 12. Воґсей 13. Вік |                        |